# Deliňja
Deliňja (rusky Делинья) je řeka v Jakutské republice v Rusku. Je dlouhá 357 km. Plocha povodí měří 12 500 km².

## Průběh toku
Pramení na Elpšské vrchovině, protéká mezi horami na západ a posléze se obrací na jih. Na horním toku protéká stejnojmenným jezerem. Ústí zprava do Tomna (povodí Aldanu).

### Přítok
- zprava – Noluču

## Vodní režim
Zdrojem vody jsou sněhové a dešťové srážky.